# Стенлі Елтон Холліс
Стенлі Елтон Голліс VC (21 вересня 1912 — 8 лютого 1972) — британський кавалер Хреста Вікторії, найвищої та найпрестижнішої нагороди за доблесть перед обличчям ворога, якою можуть бути нагороджені британські сили та сили Співдружності націй.
Він мав честь отримати єдиний Хрест Вікторії, присуджений за дії під час Дня Д (6 червня 1944 року).

## Раннє життя
Стенлі Голліс народився в Мідлсбро, Північний Йоркшир, Англія, де він жив і відвідував місцеву школу до 1926 року. Потім його батьки (Едіт та Альфред Голліс) переїхали до Робін Гудс Бей, де він працював у магазині риби та чіпсів свого батька.
У 1929 році він став учнем судноплавної компанії Вітбі, щоб навчитися бути штурманом. Він регулярно плавав до Західної Африки, але в 1930 році захворів на чорноводну лихоманку, що поклало край його кар'єрі в торговому флоті. Повернувшись до Північний Ормсбі, Мідлсбро, він працював водієм вантажівки і одружився з Алісою Кліксбі, з якою у нього народилися син і дочка.

## Військова кар'єра
У 1939 році він вступив до Територіальної армії, частини Британської армії, до 4-го батальйону Грін Ховардс. З початком Другої світової війни він був мобілізований і переведений до 6-го батальйону Грін Ховардс, і відправився до Франції в складі Британських експедиційних сил у 1940 році, де служив посильним командира. Він був підвищений з капрала до сержанта під час евакуації з Дюнкерка. Потім він воював від Ель-Аламейна до Тунісу в складі Британської восьмої армії в Північноафриканській кампанії. Він був призначений ротним старшим сержантом незадовго до вторгнення на Сицилію в 1943 році, де був поранений у битві за міст Прімосоле.
У День Д 6-й батальйон Грін Ховардс висадився на Золотий пляж. Коли його рота рушила вглиб країни з пляжів після перших висадок, Голліс пішов зі своїм командиром роти розслідувати два німецькі ДОТи, які були обійдені. Він кинувся до першого, взявши в полон усіх, крім п'яти мешканців, а потім розібрався з другим, взявши 26 полонених. Потім він зачистив сусідню траншею. Пізніше того ж дня він очолив невдалу атаку на ворожу позицію, що містила польову гармату та кілька кулеметів MG 42. Після відступу він дізнався, що двоє його людей залишилися позаду. Він сказав своєму командиру, майору Лофтхаузу: «Я їх привів. Я спробую їх витягнути». Деталі нижче в цитаті на його VC.
У вересні 1944 року він був поранений в ногу і евакуйований до Англії, де був нагороджений королем Георгом VI 10 жовтня 1944 року.

### Цитата

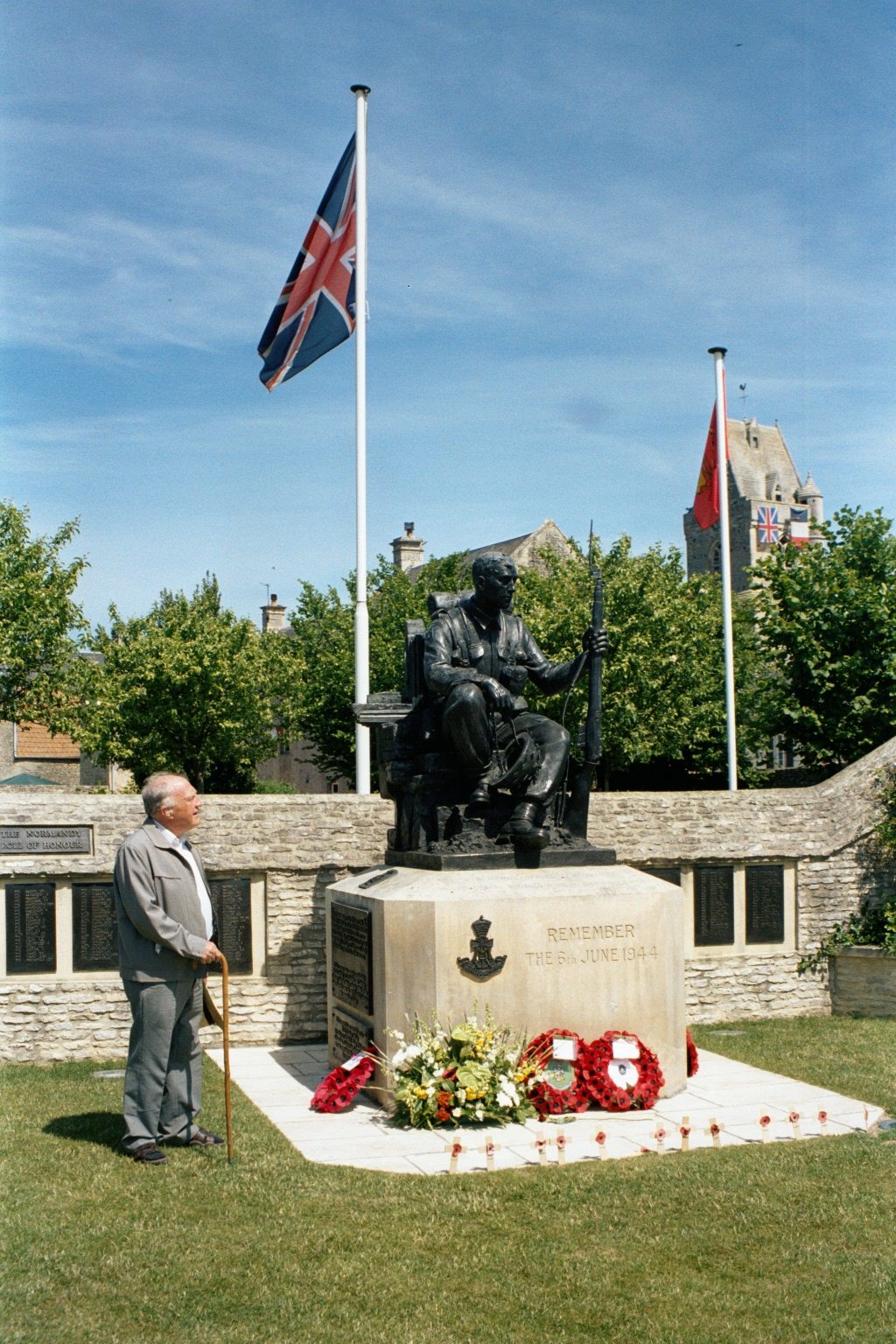
Меморіал Грін Ховардс, Крепон

Цитата, опублікована в London Gazette, говорить:
|  | У Нормандії 6 червня 1944 року під час штурму пляжів і батареї Мон-Флері командир роти C.S.M. Голліса помітив, що два ДОТи були обійдені, і пішов з C.S.M. Голлісом, щоб переконатися, що вони вільні. Коли вони були за 20 ярдів від ДОТу, кулемет відкрив вогонь з щілини, і C.S.M. Голліс миттєво кинувся прямо до ДОТу, стріляючи зі свого пістолета-кулемета Sten. Він стрибнув на ДОТ, перезарядив магазин, кинув гранату в двері і вистрілив зі свого пістолета-кулемета Sten, убивши двох німців і взявши решту в полон. Потім він очистив кількох німців з сусідньої траншеї. Своїми діями він, безсумнівно, врятував свою роту від сильного вогню з тилу і дозволив їм відкрити головний вихід з пляжу. Пізніше того ж дня в селі Крепон рота зіткнулася з польовою гарматою та обслугою, озброєною Spandaus, на відстані 100 ярдів. C.S.M. Голліс був призначений командувати групою для прикриття атаки на гармату, але рух було зупинено. Побачивши це, C.S.M. Голліс просунувся вперед, щоб вразити гармату з P.I.A.T. з будинку на відстані 50 ярдів. Його помітив снайпер, який вистрілив і зачепив його праву щоку, і в той же момент гармата розвернулася і вистрілила в будинок. Щоб уникнути падіння кам'яної кладки, C.S.M. Голліс перемістив свою групу на альтернативну позицію. На той час двоє з обслуги ворожої гармати були вбиті, а гармата була знищена незабаром після цього. Пізніше він виявив, що двоє його людей залишилися в будинку, і негайно зголосився витягнути їх. На очах у ворога, який постійно стріляв у нього, він пішов вперед один, використовуючи кулемет Bren, щоб відвернути їхню увагу від інших людей. Під прикриттям його відволікання двоє людей змогли повернутися. Де б не точилися найзапекліші бої, з'являвся C.S.M. Голліс, і протягом чудового робочого дня він продемонстрував надзвичайну доблесть, і в двох окремих випадках його мужність та ініціатива запобігли затримці наступу ворогом на критичних етапах. Багато в чому завдяки його героїзму та винахідливості цілі роти були досягнуті, а втрати були не такими великими, і своєю хоробрістю він врятував життя багатьом своїм людям. |

## Пізніше життя
Після війни він деякий час працював піскоструминником на місцевому сталеливарному заводі. Потім він став партнером у бізнесі з ремонту автомобілів у Дарлінгтон, а з 1950 по 1955 рік працював судновим інженером. Потім він навчався на власника пабу і керував пабом «Альбіон» на Ринковій площі, Північний Ормсбі: назва пабу була змінена на «Зелений Ховард». Після того, як паб був знесений у 1970 році, він переїхав, щоб стати орендарем пабу «Святий колодязь» у Лівертон Майнс поблизу Лофтуса.
Він помер 8 лютого 1972 року і був похований на кладовищі Аклем, Мідлсбро.

## Спадщина

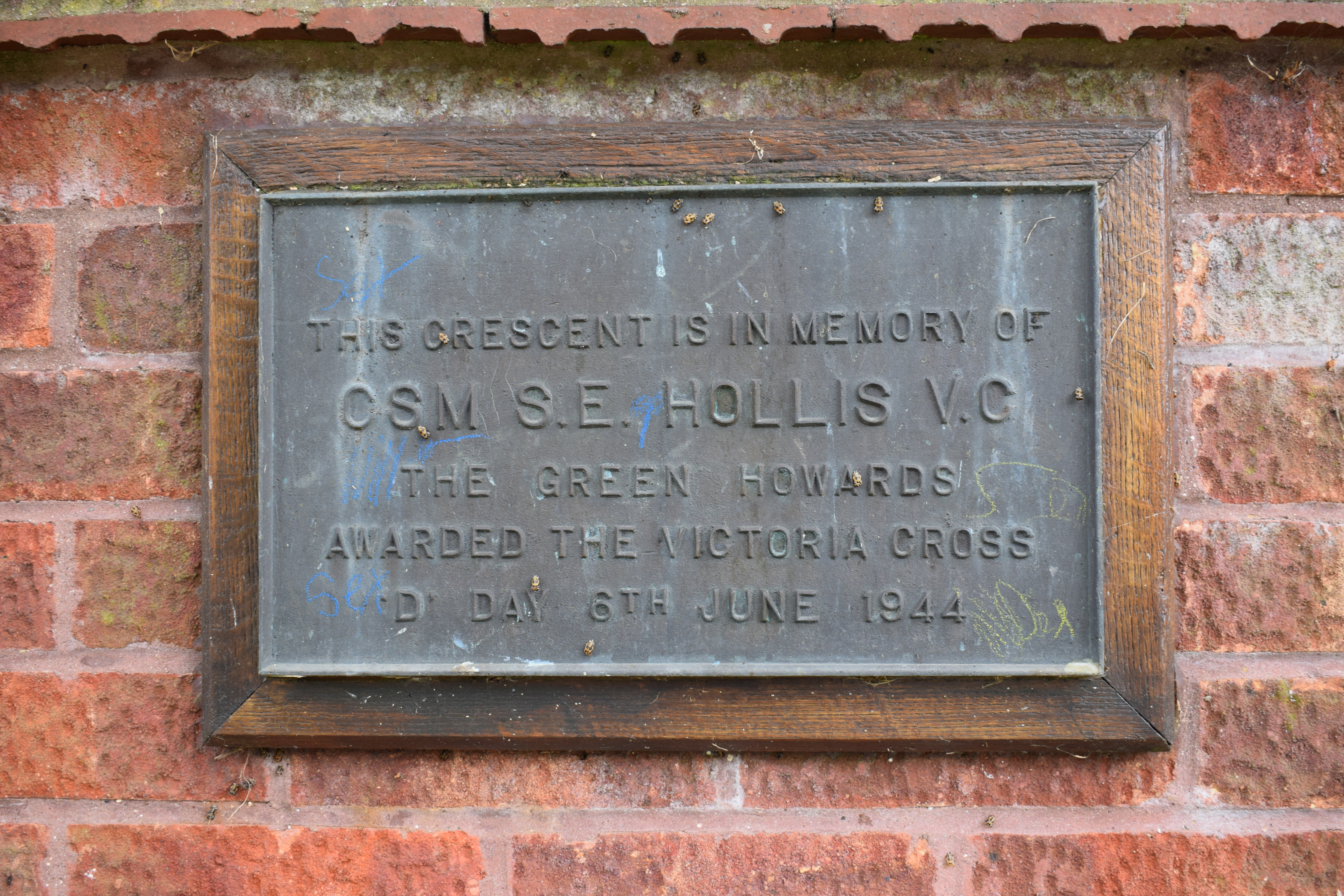
Пам'ятна дошка на півмісяці CSM Голліса

Голліс Кресент, військовий житловий комплекс, був названий на його честь у 1980-х/90-х роках у Стренсаллі, Північний Йоркшир. На боці будинку № 2 Голліс Кресент була встановлена пам'ятна дошка на честь його Хреста Вікторії.

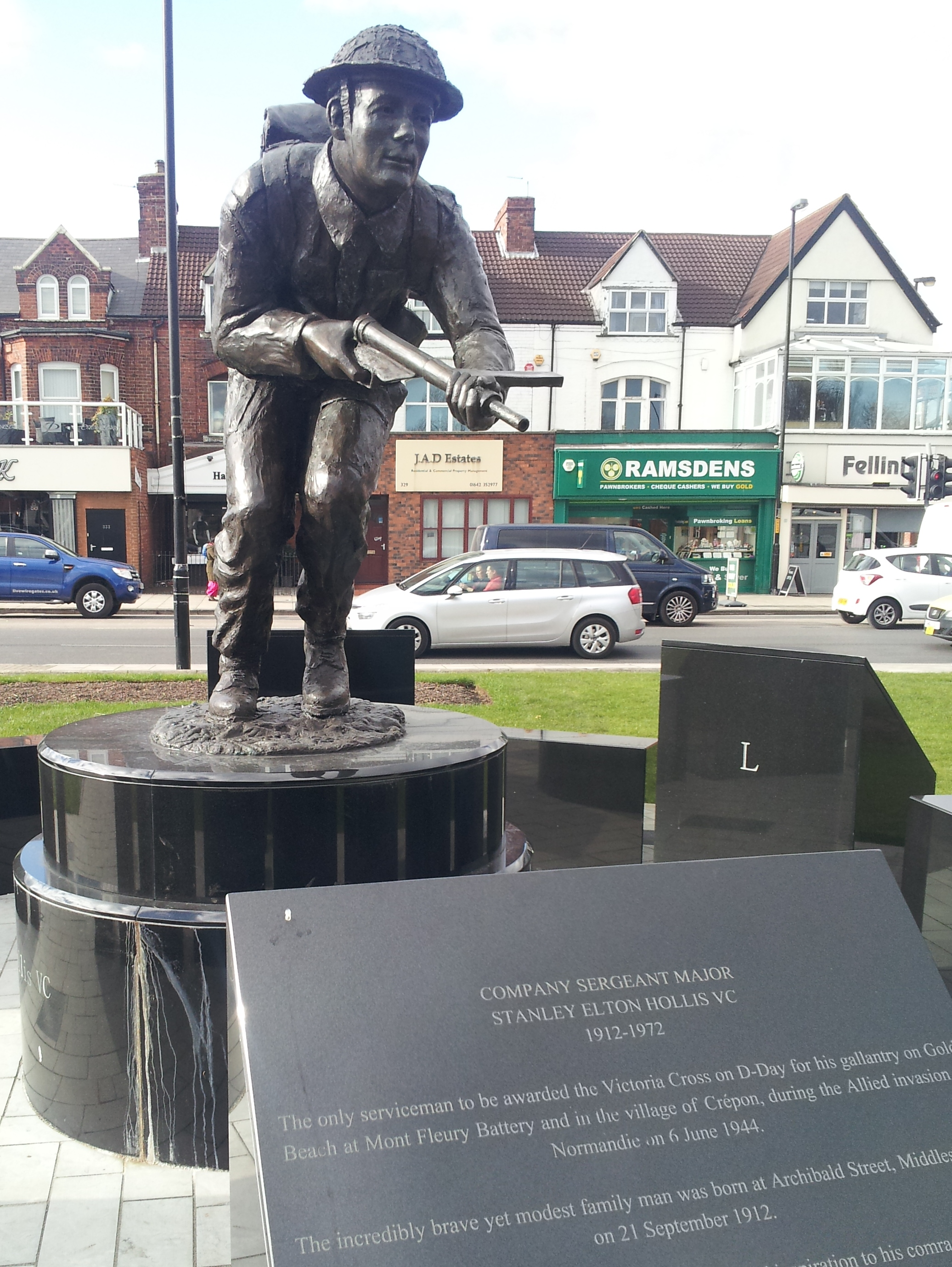
Статуя в Мідлсбро

Статую на його честь, створену скульптором Брайан Алабастер, відкрив 26 листопада 2015 року віце-лейтенант Північного Йоркшира Пітер Скроуп. Меморіал розташований поруч з кенотафом Мідлсбро за воротами Альберт-парку перед Дорманським музеєм.
Ще одну статую Стенлі Голлісабуло встановлено в Крепон, Нормандія, Франція, біля пабу Грін Ховард. 
Голліс Корт, комплекс для пенсіонерів/соціальне житло, у Колбі Ньюхем, Мідлсбро, названий на його честь.
Його Хрест Вікторії був придбаний колекціонером медалей сером Ернестом Гаррісоном OBE, головою Racal і Vodafone. Гаррісон передав медаль музею Грін Ховардс у Річмонді, Північний Йоркшир у 1997 році. Через десять років він придбав для Грін Ховардс  хатину в Нормандії, яку атакував Голліс.
У 2016 році школа в Мідлсбро, яка перейшла до статусу академії, була названа Академією Голліса на його честь.

## Зовнішні посилання
- Меморіал Голліса Грін Ховардс - Хатина Голліса, Вер-сюр-Мер
- Місцезнаходження могили та медалі VC (Клівленд)
- Новини (пожертва медалі VC полковому музею)
- День Д [Архівовано 12 February 2010 у Wayback Machine.] (дуже детальний сайт про висадку в День Д)

Стенлі Елтон Холліс на сайті Find a Grave (англ.)

## Статті в пресі
- Розкрито: як виглядатиме статуя героя Дня Д з Мідлсбро Стена Голліса
- Меморіальний фонд Стенлі Е. Голліса VC